# آنتس یروسار
آنتس یَروسار (استونیایی: Ants Järvesaar؛ زادهٔ ۱۰ اکتبر ۱۹۴۸) سیاستمدار و نماینده سابق اهل استونی است.